# Matthias Diesel
Matthias Diesel (auch Matthias Disel, Mathias Disel, Matthias Disel, Matthias Dißl; * 5. Februar 1675 in Bernried am Starnberger See; † 11. März 1752 in München) war ein deutscher Gartenarchitekt und Vedutenzeichner.
Diesels Werk dokumentiert Barockgärten, wie sie zeitgenössisch typisch um Paris, Salzburg und München angelegt wurden. Seine Zeichnungen und die nach ihnen gefertigten Kupferstiche sind zudem die bedeutendste und häufig einzige Quelle für die Darstellung barocker Schlossgärten in Bayern im frühen 18. Jahrhundert.

## Leben

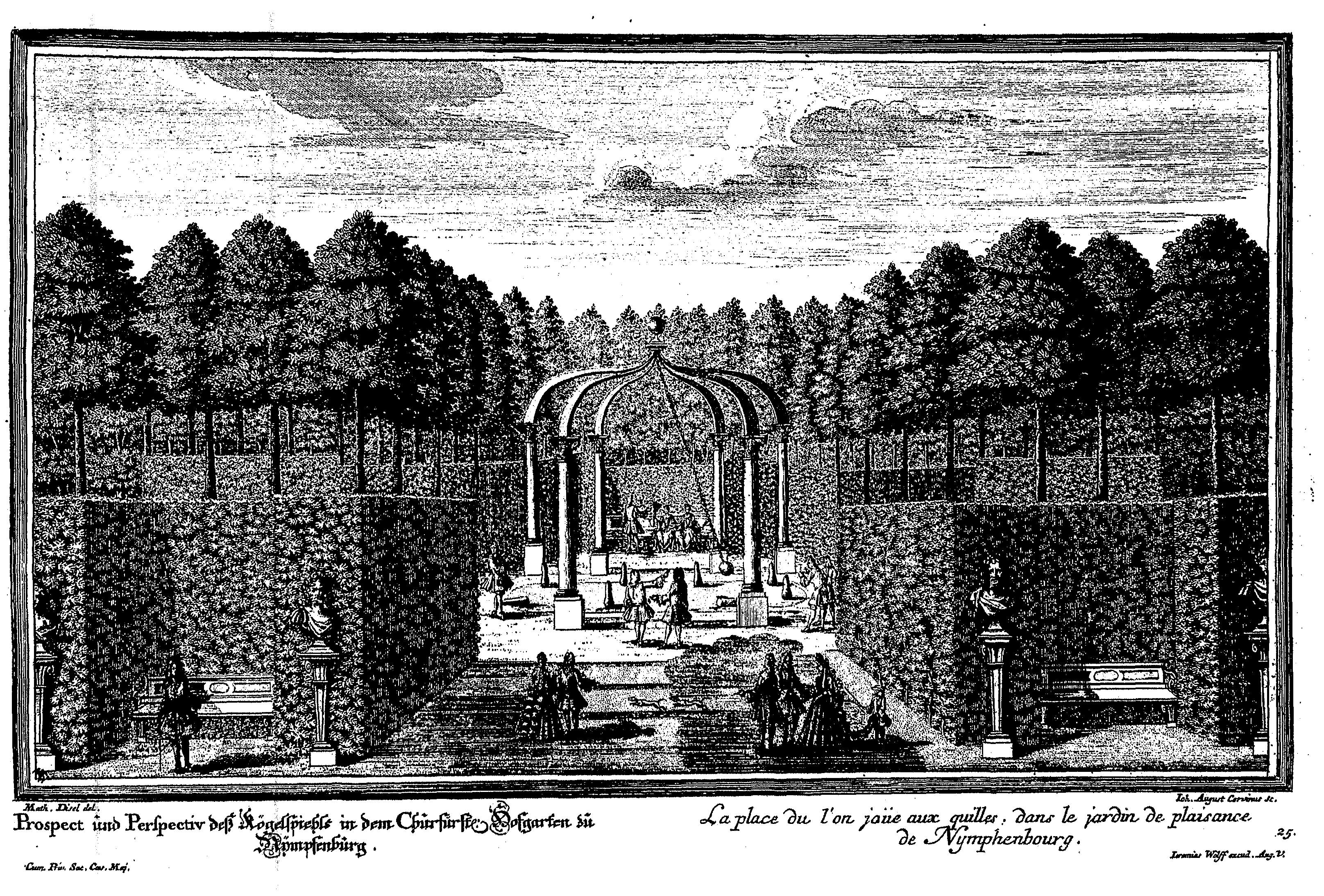
Kegelspiel im Schlosspark Nymphenburg, Kupferstich von Matthias Diesel aus Erlustierende Augenweide … 1717

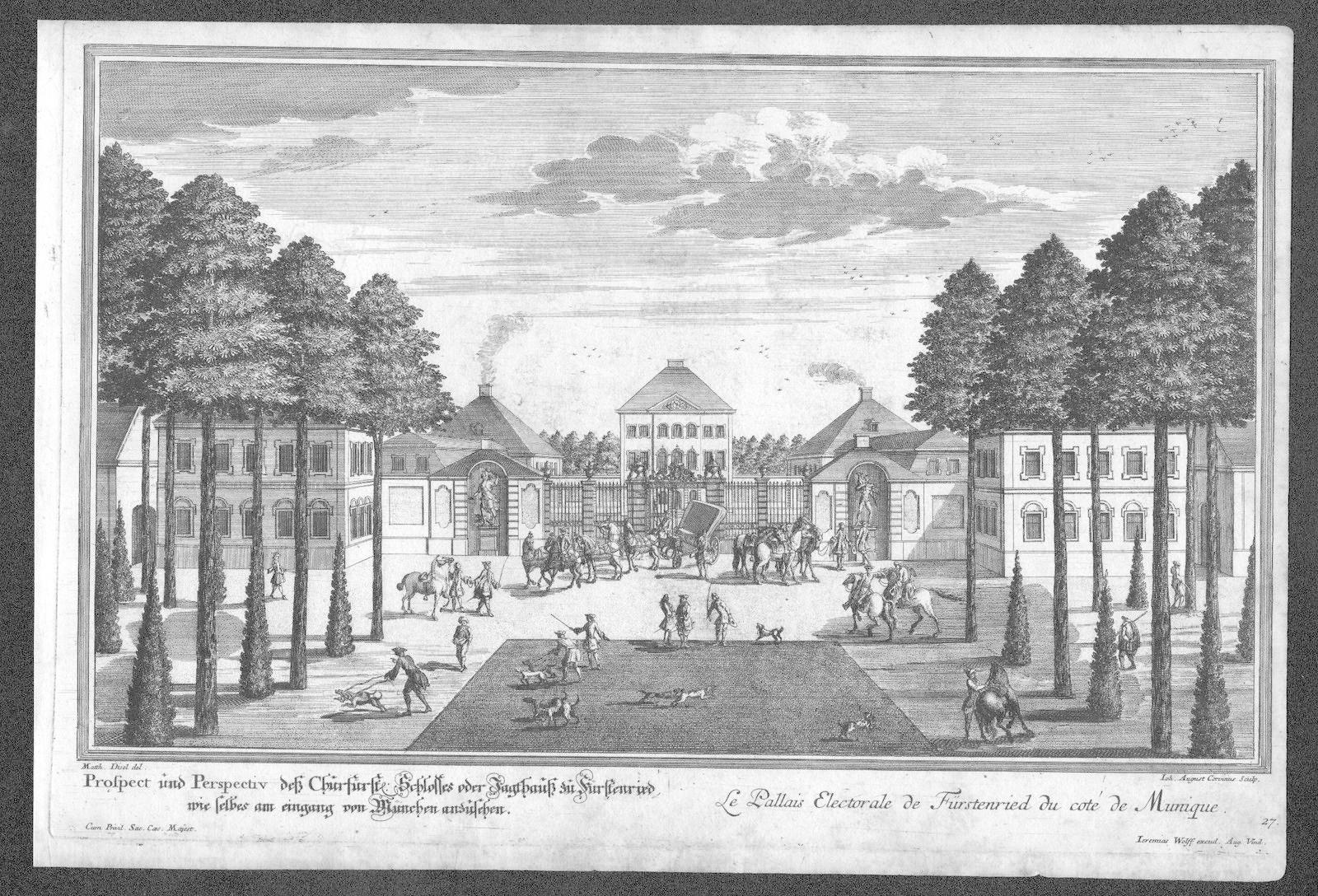
Schloss Fürstenried, Kupferstich nach einer Zeichnung von Matthias Diesel, 1717

Matthias Diesel erfuhr eine Ausbildung als Gärtner. Er machte die Bekanntschaft mit Joseph Effner, dem späteren kurbayerischen Hofbaumeister, der zunächst ebenfalls den Gärtnerberuf erlernt hatte. Dieser Beruf beschränkte sich damals nicht nur auf umfassende Kenntnisse des Pflanzenbaus, sondern schloss auch die Anlage großer Ziergärten und damit die Planung von Broderieparterres, Wasserspielen und Staffagebauten ein.
Von Herbst 1706 bis Ende April 1710 war Diesel gemeinsam mit Effner Stipendiat des bayerischen Kurfürsten Max Emanuel um „in der Lust- und Blumengärtnerei von den berühmten Männern in Frankreich etwas Solides zu erkennen“. Diesel erlangte in den Gärten der Schlösser von Versailles und Marly-le-Roi und den Tuileriengärten seine Befähigung zum Gartenarchitekten und Ingenieur für Wassertechnik. Zwischen 1710 und 1712 blieb Diesel möglicherweise noch in Frankreich, legte aber 1711 in Alteglofsheim einen Garten im französischen Stil an. Ab 1712 arbeitete er für den Kardinal in Passau und war auch für andere Auftraggeber gartenkünstlerisch tätig.
Diesel wurde im Herbst 1713 Garteninspektor beim Fürstbischof in Salzburg. Er war in dieser Zeit mit der Leitung verschiedener Gärten betraut, seine Mitwirkung bei der Gestaltung ist ungeklärt. 1717 erschien die erste Folge von Kupferstichen seiner Zeichnungen.
Ab Februar 1718 erhielt Diesel eine Anstellung im Kurfürstentum Bayern als „Ingenieur bei den Hof- und Lustgärten“ in München mit einem Jahresgehalt von 600 Gulden. Damit gehörte er dem Stab des Hofbauamtes an, dessen Leitung in den Händen von Dominique Girard lag. In seinen Kupferstichen dokumentierte er von diesem Zeitpunkt an Schlossgärten des frühen 18. Jahrhunderts. Sein Werk wurde in Augsburg im bedeutenden Verlag von Jeremias Wolff veröffentlicht, ausführende Stecher waren Johann August Corvinus (1683–1738) und Karl Remshard (Carl Remshart, 1678–1735).
1726, nach dem Tod Max Emanuels, musste Diesel – bedingt durch die Sparmaßnahmen des bayerischen Hofes – erhebliche Einbußen in seiner Besoldung hinnehmen, offenbar erfolgte überhaupt keine regelmäßige Bezahlung. 1739 bemühte er sich erfolglos um die Nachfolge Dominique Girards. Diesel blieb seinem Studienkollegen, dem Hofbaumeister Joseph Effner, zeitlebens freundschaftlich verbunden. Die auf seine lavierten Federzeichnungen zurückgehenden Kupferstiche wurden in der Folgezeit auch ohne Namensnennung veröffentlicht; die Motive dienten zudem der Porzellanmanufaktur Nymphenburg als Vorlagen.

## Werke
- Erlustierende Augenweide in Vorstellung herrlicher Gärten und Lustgebäude. Theils inventiert und angelegt, theils nach dermahligem Sito gezeichnet. Stichfolge in drei Teilen, verlegt von Jeremias Wolff in Augsburg 1717.
Die Blätter beinhalten in topographischer Hinsicht: Grand Trianon/Versailles, Marly, St. Cloud, Hacklberg bei Passau, Grafenau, Hellbrunn und Köttersbrunn bei Salzburg, Mirabellgarten in Salzburg, Alteglofsheim bei Regensburg, Hohenburg/Lenggries, Fürstenried, Schleißheim, Nymphenburg und Harlaching sowie die Münchner Residenz.
Thematisch zeigt Diesel Veduten, Übersichtspläne, Hofanlagen, Gartengebäude, Heckentheater, Terrassen, Kanäle und Kaskaden, Orangerien, Treillagen – bis hin zu Mustern für das Beschneiden von Citrus- und Taxusbäumen.
Diesel stellt keine Innenausstattungen von Schlössern dar, wodurch er sich von vergleichbaren Künstlern wie Salomon Kleiner unterscheidet.
Neudrucke:
  - Erlustierende Augenweide. Die schönsten Gärten und Lustgebäude um München, Salzburg, Passau, Regensburg und Paris. Neudruck mit einem Nachwort von Reinhard Schelenz.
– Reihe Bibliotheca hortensis. Band 6. Edition Leipzig, Leipzig 1989, ISBN 3-361-00242-7.
– Deutsche Verlagsanstalt, Stuttgart 1989, ISBN 3-421-02949-0.
- Kurbayerische Schlösser. Nach einer Vedutenfolge um 1720. Nachdruck mit einem Nachwort von Peter Volk. Reihe Die bibliophilen Taschenbücher. Nr. 240. Harenberg, Dortmund 1981, ISBN 3-88379-240-3.